# اسناها اولال
اسناها اولال (انگلیسی: Sneha Ullal؛ (زادهٔ ۱۸ دسامبر ۱۹۸۷) هنرپیشه اهل هند است. وی از سال ۲۰۰۵ میلادی تاکنون مشغول فعالیت بوده‌است.
وی بازیگر فیلم‌هایی همچون کلیک، خوش شانس، اینطوری شروع شد، آریان و پادشاه بوده‌است.